# البطولات الوطنية الأمريكية 1908 (كرة مضرب)
قائمة بالأبطال في 1908 البطولات الوطنية الأمريكية لكرة المضرب (المعروفة الآن باسم أمريكا المفتوحة):

## الكبار

### فردي رجال
ويليام لارنيد هزم  بيلز رايت 6-1 6-2 8-6

### فردي سيدات
ماود برجر والاش هزم  إيفيلين سيرز 6-3, 1-6, 6-3